# Mid Suffolk
Mid Suffolk est un district non métropolitain du Suffolk, en Angleterre. Comme son nom l'indique, il est situé au cœur du comté, entouré des districts de West Suffolk, Babergh, Ipswich et East Suffolk. Il jouxte également le comté voisin du Norfolk. Son chef-lieu est Needham Market, mais la ville la plus peuplée est Stowmarket.

## Composition
Le district est composé des 122 villes et paroisses civiles suivantes :
- Akenham
- Ashbocking
- Ashfield cum Thorpe
- Aspall
- Athelington
- Bacton
- Badley
- Badwell Ash
- Barham
- Barking
- Battisford
- Baylham
- Bedfield
- Bedingfield
- Beyton
- Botesdale
- Braiseworth
- Bramford
- Brome and Oakley
- Brundish
- Burgate
- Buxhall
- Claydon
- Coddenham
- Combs
- Cotton
- Creeting St Mary
- Creeting St Peter
- Crowfield
- Darmsden
- Debenham
- Denham
- Drinkstone
- Elmswell
- Eye
- Felsham
- Finningham
- Flowton
- Framsden
- Fressingfield
- Gedding
- Gipping
- Gislingham
- Gosbeck
- Great Ashfield
- Great Blakenham
- Great Bricett
- Great Finborough
- Harleston
- Haughley
- Helmingham
- Hemingstone
- Henley
- Hessett
- Hinderclay
- Horham
- Hoxne
- Hunston
- Kenton
- Langham
- Laxfield
- Little Blakenham
- Little Finborough
- Mellis
- Mendham
- Mendlesham
- Metfield
- Mickfield
- Monk Soham
- Needham Market
- Nettlestead
- Norton
- Occold
- Offton
- Old Newton with Dagworth
- Onehouse
- Palgrave
- Pettaugh
- Rattlesden
- Redgrave
- Redlingfield
- Rickinghall Inferior
- Rickinghall Superior
- Ringshall
- Rishangles
- Shelland
- Somersham
- Southolt
- Stoke Ash
- Stonham Aspal
- Stonham Earl
- Stonham Parva
- Stowlangtoft
- Stowmarket
- Stowupland
- Stradbroke
- Stuston
- Syleham
- Tannington
- Thorndon
- Thornham Magna
- Thornham Parva
- Thrandeston
- Thurston
- Thwaite
- Tostock
- Walsham-le-Willows
- Wattisfield
- Westhorpe
- Wetherden
- Wetheringsett-cum-Brockford
- Weybread
- Whitton
- Wickham Skeith
- Wilby
- Willisham
- Wingfield
- Winston
- Woolpit
- Worlingworth
- Wortham
- Wyverstone
- Yaxley